# Dadix
Dadix war ein ägyptisches Volumenmaß für Flüssigkeiten.
- 1 Dadix = 640 Pariser Kubikzoll = etwa 12,695 Liter
- 1 Dadix = 4 Stoop (niederl.)[1] = 10 Maß (Wiener)[2] = 6 Chönikes[3]